# Alicia Díaz de la Fuente
Alicia Díaz de la Fuente (Madrid, 1967) es una compositora española de música clásica, catedrática de composición en el Real Conservatorio Superior de Música de Madrid. En septiembre de 2022 obtuvo el Premio Nacional de Música (España) en la modalidad de composición.

## Biografía
Estudió órgano y composición en el conservatorio de Madrid donde fue discípula de Antón García Abril[cita requerida]. Amplió los estudios de composición en la Universidad de Alcalá de Henares bajo la dirección de José Luis de Delás. En París, realizó cursos de composición e informática musical en el IRCAM con Marc-André Dalbavie, N. Schnell, J. Harvey y R. Reynolds, entre otros.

## Selección de obras
- Ecos del pensamiento, (1994) para flauta, oboe, clarinete en sib, fagot, violín, viola, violonchelo, contrabajo, piano, percusión y soprano, duración 17 minutos. Segundo premio S.G.A.E. 1995. Lugar y fecha del estreno: Auditorio Nacional de Música de Madrid, 19 de diciembre de 1995 Intérpretes: Grupo Cámara XXI dirigido por Ángel Gil Ordóñez con Pilar Jurado como solista.
- Blenda, (1995), para orquesta de cuerdas, 6´ Lugar y fecha del estreno: Auditorio Manuel de Falla del Real Conservatorio Superior de Música de Madrid, 16 de mayo de 1995. Intérpretes: Camerata Transsylvánica dirigida por Pieralberto Cattaneo.
- Espacios virtuales, (1994-95) para flauta, oboe, clarinete en sib, fagot, violín, viola, violonchelo, contrabajo, piano, percusión, y soprano, duración 9 minutos. Lugar y fecha del estreno: Círculo de Bellas Artes de Madrid, 21 de mayo de 1995. Intérpretes: Grupo Círculo dirigido por Arturo Tamayo con Pilar Jurado como soprano solista.
- En el azul (1995), para orquesta sinfónica y seis solistas, 20´ Encargo del INAEM, Premios a la creación musical 1995. Lugar y fecha del estreno: V Festival de Música Joven de Segovia, Patio de la Herradura del Palacio de la Granja de Segovia, 25 de julio de 2000. Intérpretes: Orquesta Sinfónica de Estudiantes de la Comunidad de Madrid dirigida por G. Mancini.
- Mundo del agua, (1995) para flauta, clarinete en sib, trompa, trombón, percusión, piano y cuerdas, duración 7 minutos. Lugar y fecha del estreno: Auditorio Nacional de Música de Madrid, 22 de mayo de 1996. Intérpretes: Ensemble Plural dirigido por Fabián Panisello.
- Deidad Kármica, (1996), para flauta y voz, 6´ Lugar y fecha del estreno: Centro de Arte Reina Sofía de Madrid, 5 de mayo de 1996. Intérpretes: Pilar Jurado y M. Rodríguez Arrivas.
- Seis piezas para quinteto, (1996), para flauta, violín, viola, piano y percusión, duración 10 minutos. Lugar y fecha del estreno: Escuela de Música de Manhattan, Nueva York, 15 de octubre de 1997. Intérpretes: P. Vliek, Sh. Vijayan, E. Witzhum, C. Nappi y J. García León.
- Siluetas sobre fondo de silencio, (1998), para flauta, oboe, violonchelo, percusión y celesta, duración 14 minutos. Premio de Composición del INAEM 1997. Lugar y fecha del estreno: Colegio de España en París, 18 de noviembre de 1999. Intérpretes: Ensemble Multifonía.
- Arena bajo el mar (1999-2000), para flauta, clarinete, percusión y piano, 7´ Lugar y fecha del estreno: Brancusi Gallery, Kishinev (República Moldava), 16 de junio de 2002. Intérpretes: Ars Poetica Ensemble. Somnus, (2000) para flauta, oboe, violín, viola, violonchelo, piano, percusión, soprano, tres recitadores, imágenes y electrónica, 14´. Encargo de la Concejalía de Educación y Juventud del Ayuntamiento de Majadahonda. Lugar y fecha del estreno: Auditorio Alfredo Kraus de Majadahonda, 26 de mayo de 2000. Intérpretes: Grupo de Cámara Ad Libitum dirigido por Raúl Barrio.
- Elde, (2000), para piano y electrónica, 7´10´´ Lugar y fecha del estreno: Auditorio del Conservatorio de Música de Perpignan (Festival Aujourd´hui Musiques 2000), 27 de noviembre de 2000. Intérprete: J. Pierre Dupuy.
- Sur la nuit, (2001) para tres percusionistas y electrónica, 7´. Lugar y fecha del estreno: Teatro de Pekín (Programa Cultures)Pekín, 21 de abril de 2001. Intérpretes: Juanjo Guillem, A. Lorente y J. Shanlin.
- Profecías (2001), para órgano, 4´.
- Sur la nuit 2, (2001), para un percusionista y electrónica Lugar y fecha del estreno: Centro de Arte Reina Sofía de Madrid (Festival de Música contemporánea COMA 2001), 7 de noviembre de 2001. Intérprete: Juanjo Guillem.
- El destino de Euterpe (2002), para flauta, dos violínes, viola, violonchelo, contrabajo, percusión y piano, 11´ Encargo del Ensemble Télémaque de Marsella Lugar y fecha del estreno: Ciudad de la Música de Marsella, 19 de abril de 2002. Intérpretes: Emsemble Télémaque dirigido por Raoul Lay.
- Redes al tiempo (2002), para flauta y piano, 6´. Encargo del C.D.M.C. Lugar y fecha del estreno: C.P. Marcos Redondo de Ciudad Real, 17 de febrero de 2005.
- Les prétemps du monde, (2002), para órgano y recitador, 12´ Encargo de la Ville de Bagnols sur Cèze Lugar y fecha del estreno; Bagnols sur Cèze, 29 de noviembre de 2002. Intérpretes: Jean Piérre Baston y Clément Riot.
- El murmullo del mar (2003), para clarinete, violín, violonchelo, percusión, piano y soprano, 5´. Lugar y fecha del estreno: Auditorio Nacional de Música de Madrid el 15 de diciembre de 2008 por el Plural Ensemble bajo la dirección de Wolfgang Lischke, en el concierto presentado bajo el epígrafe “La era de Acuario” dentro del Ciclo “Plural Ensemble” con la colaboración del INAEM.
- La face de la verité, (2004-5), para órgano y recitador, 9´. Lugar y fecha del estreno: Lyon (E. Saint-Bonaventure), 5 de junio de 2005. Intérpretes: Jean Piérre Baston y Clément Riot.
- ...recibiéndole el mar del alto vuelo, (2005), para órgano barroco español, 3´ 30´´ Encargo de la Asociación Manuel Marín de amigos del órgano de Valladolid Lugar y fecha del estreno: Iglesia de Santa María en Medina de Rioseco (Valladolid), 21 de agosto de 2005. Intérprete: Lucía Riaño.
- Pleamar, (2005), para quinteto de metal, 11´. Encargo del CDMC para el XXI Festival de Música Contemporánea de Alicante. Lugar y fecha del estreno: Teatro Arniches de Alicante, 28 de septiembre de 2005. Intérpretes: Spanish Brass Luur Metals.
- Le nuage des rêveurs, (2005), para órgano y recitador, 6´. Lugar y fecha del estreno: Catedral de Perpignan, Festival de Música Contemporánea “Aujourd´hui Musiques” de Perpignan, 2005, 28 de noviembre de 2005. Intérpretes: Jean Piérre Baston y Clément Riot.
- Bajo el silencio, (2005), para clarinete, 5´ 30´ Lugar y fecha del estreno: C. Cristóbal de Morales de Sevilla (Ciclo de Música Contemporánea del Ayuntamiento de Sevilla, 2005), 30 de noviembre de 2005. Intérprete: Camilo Irizo.
- Umbrales, (2006), para vibráfono, 9´. Lugar y fecha del estreno: Museo Gugenheim de Bilbao, XXVI Festival BBK de Músicas Actuales, 23 de noviembre de 2006. Intérprete: Juanjo Guillem.
- Un templo para Isis , (2006-07), para violín, 6´ Estreno: Salón Regio de la Diputación Provincial de Cádiz, VI Festival de Música Española de Cádiz, 23 de noviembre de 2008, Intérprete: Manuel Guillén.
- Mar de luna, (2007), para oboe, guitarra y acordeón, 6´ Lugar y fecha del estreno: Museo de la Casa de la Moneda de Madrid, 17 de mayo de 2007. Intérpretes: Trío Per Sonare.
- Aymará, (2007), para orquesta de cuerdas, 10´. Encargo del VII Festival Internacional de Música Contemporánea de Tres Cantos en colaboración con el INAEM Lugar y fecha del estreno: Auditorio de la Casa de la Cultura de Tres Cantos, 23 de septiembre de 2007. Intérpretes: Orquesta SIC dirigida por Sebastián Mariné.
- Homenaje, (2007), para piano, 5´ Encargo de la Fundación Jacinto e Inocencio Guerrero Lugar y fecha del estreno: Ciclo de conciertos del CDMC- Auditorio 400 del Museo de Arte Reina Sofía de Madrid, 10 de noviembre de 2008. Intérprete: Xiaofeng Wu.
- La noche en ti no alterna, (2007-08), para coro y órgano, 12´ Encargo del INAEM-OCNE Lugar y fecha del estreno: Sala Sinfónica del Auditorio Nacional de Música de Madrid, II Festival América-España, 27 de junio de 2008. Intérpretes: Coro Nacional de España y Raúl Prieto dirigidos por Mireia Barrera.
- Habib (2008), para violín, violonchelo y piano, 6´ Encargo del Trío Arbós Lugar y fecha del estreno: Salão Medieval de la Universidade do Minho de Braga (Portugal), 13 de diciembre de 2010. Intérpretes: Trío Arbós.
- La novena estatua (2009), para orquesta y CD (voz y electrónica),  13´. Té de luces (2010/2011), para piano, 11´. Nadiyama (2011), para flauta, oboe, clarinete, fagot, trompa, dos violínes, viola, violonchelo y percusión, 8´ 30" Lugar y fecha de estreno: Auditorio de las Cigarreras (Alicante), 18 de septiembre de 2011. Intérpretes: Academia de Música Contemporánea de la Jonde dirigidos por Francisco Valero.
- En lo más hondo de la noche (2012), para soprano, piano, violín viola, violonchelo y percusión –glockenspiel, triángulo, maracas, bombo pequeño y tam-tam mediano-. (basado en “Té de luces”).
- Bedankt! (2012), para cuarteto de guitarras, 5´30´´. Lugar y fecha de estreno: 52 Semana de Música Religiosa de Cuenca. Iglesia de Santa Cruz (Cuenca), 30 de marzo de 2013, Intérprete: Cuarteto Ex Corde.
- Un elfo bajo la luz de la luna en el solsticio de invierno (2013), para piano, 6´10´´.
- A través del océano, sobre un sendero de luz dorada (Om Ahmi Deva Hrih) (2014), para violín y piano, 5´. Lugar y fecha de estreno: Museo Nacional Centro de Arte Reina Sofía. Edificio Nouvel, Auditorio 400 (Madrid), 11 de marzo de 2014. Intérpretes: Sara Molina (violín) y Alejandro Lorenzo (piano).
- Prajna (Om a ra pa ca na dhih) (2015), para dos pianos, 5´30´´. Hołdzie Chopinowi (2015), para piano, 2´. Lugar y fecha de estreno: festival Chopin de Valdemosa (Cartuja de Valdemosa), 30 de agosto de 2015.
- Hommage an Bach (Über der dritten Suite für Cello) (2015) para violonchelo solo. Estreno: Iglesia Nuestra Señora del Buen Varón, Hoyos, 25 de julio de 2015. Intérprete: Javier Albarés, solista de la ORTVE.
- Sexteto (2015) para flauta, clarinete, violín, viola, violonchelo y piano. 6´ Estreno: XV Festival Internacional de Música Contemporánea de Tres Cantos. Auditorio del C. C. Adolfo Suárez de Tres Cantos, Madrid, 11 de octubre de 2015. Intérpretes: solistas de la ORCAM bajo la dirección de Alfonso Martín.
- Por el agua de Granada sólo reman los suspiros (2016), para flauta, oboe, clarinete, fagot y trompa,  5´. Estreno: Festival de Música Contemporánea COMA´16, Centro, Madrid. Intérpretes: Quinteto Enara 2016.
- Llueven estrellas en el mar (2017), para orquesta,  12´. Estreno: Domingo 29 de julio de 2018, 20:00 h. en Logroño, Auditorio Riojaforum (Logroño). JONDE bajo la dirección de Pablo González. 5 de agosto: Konzerthaus de Berlín, estreno en Alemania.
- Metally (2018), para bombardino y piano, encargo de la Asociación Española de Tubas y Bombardinos para el Concurso AETYB 2018 dentro del Festival AETYB MADRID 2018. Estreno: 22 de julio, dentro del Festival AETYB Madrid 2018 en el RCSMM.

## Premios y reconocimientos
- Premio Nacional de Música 2022, en la categoría de composición.[3]